# Mỹ Phong (phường)
Mỹ Phong là một phường thuộc tỉnh Đồng Tháp, Việt Nam.

## Địa lý
Phường Mỹ Phong có vị trí địa lý:
- Phía đông giáp xã Chợ Gạo.
- Phía tây giáp phường Đạo Thạnh.
- Phía nam giáp phường Mỹ Tho.
- Phía bắc giáp xã Lương Hòa Lạc.

Phường Mỹ Phong có diện tích 23,00 km², dân số năm 2025 là 50.731 người, mật độ dân số đạt 2.205 người/km².

## Lịch sử
Theo Nghị quyết số 60-NQ/TW ngày 12 tháng 4 năm 2025 của Ban Chấp hành Trung ương Đảng khóa XIII, tỉnh Tiền Giang và tỉnh Đồng Tháp được hợp nhất thành tỉnh Đồng Tháp. Nghị quyết số 1663/NQ-UBTVQH15 ngày 16 tháng 6 năm 2025 đã sắp xếp lại các đơn vị hành chính cấp xã, trong đó phường Mỹ Phong được thành lập trên cơ sở sáp nhập Phường 9, xã Mỹ Phong, và xã Tân Mỹ Chánh thuộc khu vực trước đây là thành phố Mỹ Tho.